# Latopotamon
Latopotamon is een geslacht van kreeftachtigen uit de klasse van de Malacostraca (hogere kreeftachtigen).

## Soorten
- Latopotamon obtortum (Dai, Y. C. Song, M. G. Li, Z. Y. Chen, P. P. Wang & Hu, 1984)
- Latopotamon qujingense Naruse, Yeo & X. M. Zhou, 2008
- Latopotamon xuanweiense Naruse, Yeo & X. M. Zhou, 2008